# Campeonato de Futsal AFA
O Campeonato AFA de Futsal é um torneio de futsal organizado pela Associação Argentina de Futebol.
Tem como composição de quatro divisões: 18 clubes participam da Primeira Divisão, 17 da Primeira Divisão "B", 30 da Primeira Divisão "C" e 28 da Primeira Divisão "D".
A liga é considerada o maior escalão do futsal argentino, sendo uma das mais importantes da América do Sul somente atrás em grau de investimento da Liga Nacional de Futsal, do Brasil.

## Modo de disputa
O modo de disputa são uma primeira fase de pontos corridos com 18 equipes que se enfrentam ida e volta. Os oito primeiros classificados da primeira fase se classificam para o playoff do título.
Em relação a rebaixamento o ultimo colocado desce direto para a  Primeira Divisão "B". As equipes que terminam nas 16º e 17º colocação se enfrentam em melhor de dois jogos, e o perdedor também é rebaixado.